# Agence nationale de l'alimentation et de la nutrition
L'Agence nationale de l'alimentation et de la nutrition (ANAN) est un établissement public béninois créé en 2023 et chargé de garantir la sécurité alimentaire et nutritionnelle au Bénin. Cette institution gouvernementale a pour mission principale de promouvoir une alimentation saine et d'améliorer l'état nutritionnel de la population béninoise.

## Histoire
L'agence nationale de l'alimentation et de la nutrition a été créée par le décret N° 2023-425 du 26 juillet 2023, signé par le gouvernement de la République du Bénin sous la présidence de Patrice Talon. Cette création s'inscrit dans le cadre des efforts du gouvernement béninois pour lutter contre la malnutrition et améliorer la situation nutritionnelle du pays.
L'agence a commencé son processus d'opérationnalisation en 2024, avec le recrutement de 14 agents pour différents postes dans le cadre de sa mise en fonctionnement effective.

## Missions et objectifs

### Mission principale
L'agence nationale de l'alimentation et de la nutrition a pour mission de garantir la sécurité alimentaire et nutritionnelle, par la promotion d'une alimentation saine, l'amélioration de l'état nutritionnel de la population béninoise.

### Objectifs spécifiques
L'ANAN œuvre pour :
La promotion d'une alimentation équilibrée et saine
L'amélioration de l'état nutritionnel de la population
La lutte contre la malnutrition sous toutes ses formes
Le développement de politiques nutritionnelles adaptées
La coordination des interventions en matière d'alimentation et de nutrition

## Organisation

### Statut juridique
L'ANAN est un établissement public à caractère administratif doté de la personnalité morale et de l'autonomie financière. Ses statuts ont été approuvés par le même décret qui a porté sa création.

### Gouvernance
L'agence est dirigée par un Directeur général et dispose d'un conseil d'administration conformément aux dispositions de son décret de création.

## Programmes et initiatives

### Projet de Supplémentation Nutritionnelle des 1000 premiers jours
L'une des initiatives phares de l'ANAN est le Projet de Supplémentation Nutritionnelle des 1000 premiers jours, lancé officiellement le 12 novembre 2024. Ce programme, qui couvre la période 2024-2028, vise à éradiquer la malnutrition et les carences nutritionnelles chez les enfants durant leurs mille premiers jours de vie, période critique pour le développement.

### Programme national de l'alimentation scolaire Intégré (PNASI)
L'ANAN est également impliquée dans la gestion des cantines scolaires par le biais du programme national de l'alimentation scolaire intégré (PNASI), dans le cadre du transfert de compétences du gouvernement vers l'agence.

## Politique nationale
L'action de l'ANAN s'inscrit dans le cadre de la Politique Nationale d'Alimentation et de Nutrition adoptée par le gouvernement béninois en juillet 2024. Cette politique traduit la vision du Gouvernement du Président Patrice TALON dans le domaine de l'alimentation et de la nutrition.

## Partenariats
L'ANAN travaille en collaboration avec diverses institutions nationales et internationales dans le domaine de la nutrition, notamment dans le cadre des initiatives du mouvement Scaling Up Nutrition (SUN) dont le Bénin est membre.

## Communication
L'agence dispose de plusieurs canaux de communication pour sensibiliser le public à ses missions :
Une page Facebook officielle comptant plus de 1 500 abonnés
Un profil LinkedIn institutionnel

## Défis et enjeux
L'ANAN fait face à plusieurs défis majeurs :
La lutte contre la malnutrition chronique et aiguë
L'amélioration de l'accès à une alimentation de qualité
La sensibilisation de la population aux bonnes pratiques nutritionnelles
La coordination des différents acteurs du secteur
Le développement de programmes adaptés aux spécificités locales